# Nakahara Prize
Der Nakahara Prize (engl. für jap. 中原賞, Nakahara-shō, dt. „Nakahara-Preis“) ist eine seit 1995 jährlich von der Japanischen Ökonomischen Vereinigung (Nihon Keizai Gakkai, „japanische wirtschaftswissenschaftliche Gesellschaft“, engl. Japanese Economic Association) verliehene Auszeichnung für Wirtschaftswissenschaft. Gemäß Statuten wird mit dem Preis ein Wirtschaftswissenschaftler geehrt, der unter 45 Jahre alt ist und im Zusammenhang mit Japan steht. Der Preis wurde vom japanischen Geschäftsmann Nobuyuki Nakahara gestiftet.
Weitere renommierte wirtschaftswissenschaftliche Preise, die an junge Forscher vergeben werden, sind die John Bates Clark Medal und der Prix du meilleur jeune économiste de France.

## Preisträger
- 1995: Fumio Hayashi
- 1996: Kiminori Matsuyama
- 1997: Nobuhiro Kiyotaki
- 1998: Kiyohiko Nishimura
- 1999: Akira Okada
- 2000: Kazuya Kamiya
- 2001: Charles Horioka
- 2002: Michihiro Kandori
- 2003: Hideshi Itoh
- 2004: Hitoshi Matsushima
- 2005: Takeo Hoshi
- 2006: Yuichi Kitamura
- 2007: Akihiko Matsui
- 2008: Atsushi Kajii
- 2009: Hideo Konishi
- 2010: Takashi Kamihigashi
- 2011: Atsushi Inoue
- 2012: Mototsugu Shintani
- 2013: Katsumi Shimotsu
- 2014: Kosuke Aoki
- 2015: Kei Hirano
- 2016: Sagiri Kitao
- 2017: Hiro Kasahara
- 2018: Toshihiko Mukoyama
- 2019: Takashi Hayashi
- 2020: Ryō Okui
- 2021: Fuhito Kojima
- 2022: Satoru Takahashi
- 2023: Toru Kitagawa
- 2024: Sugaya Takuo
- 2025: Kei Kawai